# Губно-переднеязычные согласные
Губно-переднеязы́чные согласные (ла́биокорона́льные, от лат. labium (губа) + лат. corōna (корона)) — это вдвойне сочленённые согласные, образуемые одновременно при помощи губ и переднего кончика языка.
Язык йеле острова Россел Папуа — Новой Гвинеи, по-видимому, является единственным, различающим губно-альвеолярную и губно-постальвеолярную артикуляции, что и показано ниже. (Постальвеолярные лишь немного сдвинуты назад, поэтому не следует считать их ретрофлексивными).
| Взрывные в йели            | Губно-губные | Губно-губные | Альвеолярные | Альвеолярные | Постальвеолярные | Постальвеолярные | Велярные | Велярные |
| -------------------------- | ------------ | ------------ | ------------ | ------------ | ---------------- | ---------------- | -------- | -------- |
| Взрывные                   | paa          | сторона      | taa          | нож          | t̠oo              | язык             | kaa      | меч      |
| Преназализованные взрывные | mbee         | нести        | nde          | еда          | n̠d̠e              | дрова            | ŋɡaa     | дерево   |
| Носовые                    | maa          | дорога       | nii          | сок          | n̠aa              | пир              | ŋa       | аренда   |

| Взрывные в йели            | Лабиоальвеорярные | Лабиоальвеорярные | Лабиопостальвеолярные | Лабиопостальвеолярные | Лабиовелярные | Лабиовелярные   |
| -------------------------- | ----------------- | ----------------- | --------------------- | --------------------- | ------------- | --------------- |
| Взрывные                   | t͡pənə             | лёгкое            | t̠͡pənə                 | рог                   | k͡pene         | кокосовая сумка |
| Преназализованные взрывные | n͡md͡boo            | мякоть            | n̠͡md̠͡boo                | много                 | ŋ͡mɡ͡bo         | туман           |
| Носовые                    | n͡mo               | птица             | n̠͡mo                   | мы                    | ŋ͡mo           | грудь           |

Считалось, что эти звуки присутствуют, например, в языках марги и бура в Нигерии. Однако дальнейшие исследования показали, что они являются последовательностями губных и переднеязычных согласных /tp/ и /db/, а не едиными звуками.

## Аллофоны
В некоторых языках Ганы, например, в Дагбани и Нзима, существуют палатализованные аллофоны лабиовелярных. Их иногда ошибочно относят к числу лабиоальвеолярных, однако на самом деле они произносятся с постальвеолярной или палатальной артикуляцией.
Нечто подобное можно найти среди лабиализованных альвеолярных взрывных в северовосточно- и северозападнокавказских языках, таких как лазский и абхазский. Хотя двухфокусная артикуляция может быть и более распространённой, они в основном считаются всё же лабиализованными альвеолярными, поскольку губной контакт мал и, более того, происходит между внутренними частями губ (как при произнесении английского [w]). Это положение сильно отличается от контакта, производимого при произнесении [p]. Губной контакт также реализуем с дрожащей артикуляцией. Сравните следующие минимальные пары убыхского языка:
| da  | сейчас     | dʷa ~ d͡ba ~ d͡ʙa    | шило     | ba | если   |
| ta  | беременный | tʷa ~ t͡pa ~ t͡ʙa    | вишня    | pa | плести |
| tʼə | баран      | tʷʼə ~ t͡pʼə ~ t͡ʙʼə | вынимать |    |        |

Почти все вдвойне сочленённые согласные, кроме щёлкающих, лабиовелярные.